# Robert Siodmak
Pour les articles homonymes, voir Siodmak.
Robert Siodmak est un réalisateur, scénariste, producteur de cinéma et acteur allemand, né le 8 août 1900 à Memphis (Tennessee, États-Unis) et mort le 10 mars 1973 à Locarno (Suisse).

## Biographie
Robert Siodmak est né dans une famille d'origine juive polonaise à Memphis (Tennessee, États-Unis) en 1900 (comme il le précise à Heiner Gautschy dans l'émission LINK, le 13 avril 1971). Ses parents s'établissent en Allemagne lorsqu'il a 1 an. Il travaille en Allemagne comme metteur en scène et banquier avant de devenir scénariste pour le réalisateur Curtis Bernhardt en 1925. Quatre ans plus tard, il réalise son premier film muet, Les Hommes le dimanche, avec l'aide au scénario de son frère Curt et de deux débutants, célèbres par la suite, Billy Wilder et Fred Zinnemann. Il réalise en 1933 Fin de saison, d'après la nouvelle Brûlant Secret de Stefan Zweig, qui sera interdit après l'arrivée du national-socialisme au pouvoir.
L'arrivée au pouvoir du national-socialisme en 1933 pousse Robert Siodmak à l'exil. Il se rend tout d'abord à Paris, où il réalise plusieurs films dont La crise est finie (1934) et La Vie parisienne (1936), avant de s'envoler vers Hollywood.
En 1941, il réalise son premier film américain West Point Widow. Après, il signe un contrat avec les studios Universal pour sept ans. Ce contrat va lui permettre d'imposer son style, très influencé par l'expressionnisme allemand, puis par le cinéma d'Orson Welles (Citizen Kane constitue pour lui un modèle indépassable) et de signer quelques-uns des films noirs les plus marquants dont Les Tueurs en 1946.
Il travaille également au scénario de ce qui deviendra plus tard Sur les quais, avec Budd Schulberg. Malgré ses protestations, il ne sera pas crédité pour ce film contrairement à B. Schulberg.
Après avoir signé à Hollywood un dernier film, Le Corsaire rouge, avec son acteur fétiche Burt Lancaster, il retourne en 1951 en Allemagne où il réalise, entre autres films notables, Les Rats, qui remporte l'Ours d'or à la Berlinale 1955, et La Nuit quand le diable venait, aussi connu en France sous le titre Les S.S. frappent la nuit, en 1957.
Dans les années 1960, il se partage entre les États-Unis et l'Europe (l'Allemagne surtout), où il réalise des films dans des genres variés, allant de la comédie dramatique au western, en passant par le peplum.
La fin de sa carrière, à partir du milieu des années 1960, est faite d'une série de réalisations routinières.
Robert Siodmak meurt en Suisse en mars 1973, peu après son épouse.

## Filmographie

### Réalisateur
- 1930 : Les Hommes le dimanche (Menschen am Sonntag)
- 1930 : Der Kampf mit dem Drachen oder : Die Tragödie des Untermieters
- 1930 : Adieux (Abschied)
- 1931 : Autour d'une enquête (version française coréalisée par Henri Chomette) et Voruntersuchung (version allemande)
- 1931 : Der Mann, der seinen Mörder sucht
- 1932 : Tumultes (version française) et Stürme der Leidenschaft (version allemande)
- 1932 : Quick (version française coréalisée par André Daven et version allemande)
- 1933 : Fin de saison (Das brennende Geheimnis)
- 1933 : Le Sexe faible
- 1934 : La crise est finie
- 1936 : Mister Flow
- 1936 : Le Grand Refrain
- 1936 : La Vie parisienne
- 1937 : Le Chemin de Rio
- 1938 : Ultimatum
- 1938 : Mollenard
- 1939 : Pièges
- 1941 : West Point Widow
- 1942 : Le meurtrier s'est échappé (Fly-by-Night)
- 1942 : The Night Before the Divorce
- 1942 : Ton cœur est mon cœur (My Heart Belongs to Daddy)
- 1943 : La Dame aux cheveux blancs (Someone to Remember)
- 1943 : Le Fils de Dracula (Son of Dracula)
- 1943 : Le Signe du cobra (Cobra Woman)
- 1944 : Les Mains qui tuent (Phantom Lady)
- 1944 : Vacances de Noël (Christmas Holiday)
- 1944 : Le Suspect (The Suspect)
- 1945 : L'Oncle Harry (The Strange Affair of Uncle Harry)
- 1945 : Deux Mains, la nuit (The Spiral Staircase)
- 1946 : Les Tueurs (The Killers)
- 1946 : La Double Énigme (The Dark Mirror)
- 1947 : Désirs de bonheur (Time Out of Mind)
- 1948 : La Proie (Cry of the City)
- 1949 : Pour toi j'ai tué (Criss Cross)
- 1949 : Passion fatale (The Great Sinner)
- 1949 : La Femme à l'écharpe pailletée (The File on Thelma Jordon)
- 1950 : Le Déporté (Deported)
- 1951 : Quand la foule gronde (The Whistle at Eaton Falls)
- 1952 : Le Corsaire rouge (The Crimson Pirate)
- 1954 : Le Grand Jeu
- 1955 : Les Rats (Die Ratten)
- 1956 : Mon père était acteur (Mein Vater, der Schauspieler)
- 1957 : La Nuit quand le diable venait aussi appelé Les S.S. frappent la nuit (Nachts, wenn der Teufel kam)
- 1957 : O.S.S. (série télévisée)
- 1958 : Dorothea, La fille du pasteur (Dorothea Angermann)
- 1959 : Les Seins de glace (The Rough and the Smooth)
- 1959 : Katia ou Une jeune fille un seul amour (Katia)
- 1960 : Mon ami d'école (Mein Schulfreund)
- 1961 : L'Affaire Nina B. (Affäre Nina B)
- 1962 : Tunnel 28 (Escape from East Berlin)
- 1964 : Au pays des Skipétars (Der Schut)
- 1965 : Les Mercenaires du Rio Grande (Der Schatz der Azteken)
- 1965 : La Pyramide du dieu Soleil (Die Pyramide des Sonnengottes)
- 1967 : Custer, l'homme de l'ouest  (Custer of the West)
- 1968 : Pour la conquête de Rome I (Kampf um Rom I)
- 1969 : Pour la conquête de Rome II (Kampf um Rom II - Der Verrat)

### Scénariste
- 1957 : O.S.S. (série télévisée)
- 1930 : Les Hommes le dimanche (Menschen am Sonntag) (coscénariste)
- 1930 : Der Kampf mit dem Drachen oder : Die Tragödie des Untermieters
- 1931 : Autour d'une enquête (Voruntersuchung)
- 1961 : L'Affaire Nina B.
- 1964 : Au pays des Skipétars (Der Schut)

### Producteur
- 1947 : Désirs de bonheur
- 1957 : La Nuit quand le diable venait (Nachts, wenn der Teufel kam)

### Acteur
- 1970 : Ein großer graublauer Vogel de Thomas Schamoni (de)

## Distinctions

### Récompenses
- National Board of Review Awards 1946 : Top 10 des films de l'année pour Les Tueurs
- Berlinale 1955 : Ours d'or pour Les Rats
- Académie du Cinéma Allemand 1958 : Prix du meilleur film et Prix de la meilleure réalisation pour Les SS frappent la nuit
- Académie du Cinéma Allemand 1971 : Prix d'honneur pour sa carrière

### Nominations
- Oscars 1947 : nomination à l'Oscar du meilleur réalisateur pour Les Tueurs
- Festival de Cannes 1954 : en compétition pour le Grand Prix du Festival pour Le Grand jeu
- Oscars 1958 : nomination à l'Oscar du meilleur film étranger pour Les SS frappent la nuit